# Хитрино
Хи́трино (болг. Хитрино) — село в Шуменській області Болгарії. Адміністративний центр общини Хитрино.

## Населення
За даними перепису населення 2011 року у селі проживали 720 осіб.
Національний склад населення села:
| Національність   | Кількість осіб | Відсоток |
| ---------------- | -------------- | -------- |
| турки            | 405            | 59,5%    |
| болгари          | 270            | 39,6%    |
| цигани           | 0              | 0%       |
| Всього відповіли | 681            |          |

Розподіл населення за віком у 2011 році:
Динаміка населення: